# Pancho Tequila
Pancho Tequila o  El Bronco de Caborca es una película de comedia, drama y wéstern mexicana de 1970, dirigida por Miguel M. Delgado y protagonizada por Alberto Vázquez, María Duval, Víctor Junco y Mónica Serna.

## Argumento
Pancho Tequila es un actor famoso por sus películas western que va a su pueblo a descansar por recomendación de su médico. Sus vecinos piensan que Pancho es un héroe como en el cine, pero en realidad es un mujeriego bravucón al que le gusta demasiado el alcohol.

## Reparto
- Alberto Vázquez como Pancho Tequila
- María Duval como Sonia
- Carlos Cardán como Juan
- Mónica Serna como Lupita
- Víctor Junco como Don Pablo
- Quintín Bulnes como Gustavo
- Ana Beatriz Amelio como Actriz película
- Alejandro Reyna como Don Pedro («Tio Placido»)
- Jesús Casillas como Hijo de Pablo
- Manuel Alvarado como Delegado pueblo
- Marco Antonio Arzate como Esbirro de Pablo (no acreditado)
- Magdaleno Barba como Pueblerino (no acreditado)
- José Luis Carol como Actor película (no acreditado)
- Juan Garza como Esbirro de Pablo (no acreditado)
- Federico González como Telegrafista (no acreditado)